# Diocèse de Saint-Georges en Grenade
Le diocèse de Saint-Georges en Grenade (en latin : dioecesis Sancti Georgii ; en anglais : diocese of Saint George’s in Grenada) est une église particulière de l'Église catholique aux Antilles. Érigé en 1956, il couvre, depuis 1970, la Grenade. Son siège est à Saint-Georges, la capitale du pays. Depuis 1974, il est suffragant de l'archidiocèse de Castries. Son évêque est membre de la conférence épiscopale des Antilles.

## Territoire
Le diocèse de Saint-Georges en Grenade couvre la Grenade, un royaume du Commonwealth qui comprend l'île de la Grenade et la partie méridionale de l'archipel des Grenadines.

## Histoire
Le diocèse de Saint-Georges en Grenade est érigé le 20 février 1956, par la constitution apostolique Crescit Ecclesia du pape Pie XII, à partir de l'archidiocèse de Port-d'Espagne.
Par la constitution apostolique Cum et nobis du 7 mars 1970, le pape Paul VI réduit son territoire pour l'érection de diocèse de Bridgetown-Kingstown.

## Cathédrale
La Cathédrale de l'Immaculée-Conception de Saint-Georges est la cathédrale du diocèse.

## Évêques
- 1957-1969 : Justin James Field[4]
- 1969-1970 : vacant
  - 1969-1970 : Patrick Webster, administrateur apostolique
- 1970-1974 : Patrick Webster[5]
- 1974-2002 : Sydney Anicetus Charles[6]
- 2002-†2016 : Vincent Darius[7]
- depuis le 23 juin 2017: Clyde Harvey[8]